# إيمي فيلدمان
إيمي فيلدمان (بالإنجليزية: Amy Feldman)‏ هي رسامة أمريكية، ولدت في 1981 في نيو ويندسور في الولايات المتحدة.